# Aude (jezero)
Aude (francouzsky lac d'Aude, katalánsky estany d'Auda) je horské jezero ve francouzských Pyrenejích na území obce Les Angles v departementu Pyrénées-Orientales. Jezero je ledovcového původu. Nachází se v nadmořské výšce 2136 m na úpatí Roc d'Aude. Má rozlohu 3 ha a dosahuje hloubky 7 m. Jezerem protéká řeka Aude, která pramení nedaleko nad ním.